# Wspinaczka sportowa na Letnich Igrzyskach Olimpijskich 2020 – kobiet
Turniej kobiet we wspinaczce sportowej na Letnich Igrzyskach Olimpijskich 2020 odbył się w dniach 4–6 sierpnia 2021 w Aomi Urban Sports Park w Tokio. Udział wzięło 20 zawodniczek.
Był to debiutancki turniej we wspinaczce sportowej na igrzyskach olimpijskich. Jedyną konkurencją, w której przyznawane były medale, była wspinaczka łączna, składająca się ze wspinaczki na czas, boulderingu oraz prowadzenia. Wynik końcowy ustalany był jako iloczyn miejsc uzyskanych przez zawodniczki w poszczególnych konkurencjach.

## System rozgrywek
W kwalifikacjach wyłoniona została najlepsza 8, która zmierzyła się w finale.

## Harmonogram rozgrywek
godziny zostały podane w czasie japońskim (UTC+9)
- kwalifikacje:
  - wspinaczka na czas – 4 sierpnia 2021 17:00
  - bouldering – 4 sierpnia 2021 18:00
  - prowadzenie – 4 sierpnia 2021 21:10
- finał:
  - wspinaczka na czas – 6 sierpnia 2021 17:30
  - bouldering – 6 sierpnia 2021 18:30
  - prowadzenie – 6 sierpnia 2021 21:10

## Rozgrywki

### Kwalifikacje
| Pozycja | Zawodniczka         | Wyniki             | Wyniki     | Wyniki      | Punkty |   |
| Pozycja | Zawodniczka         | Wspinaczka na czas | Bouldering | Prowadzenie | Punkty |   |
| ------- | ------------------- | ------------------ | ---------- | ----------- | ------ | - |
| 1       | Janja Garnbret      | 14                 | 1          | 4           | 56     | Q |
| 2       | Seo Chae-hyun       | 17                 | 5          | 1           | 85     | Q |
| 3       | Miho Nonaka         | 4                  | 8          | 3           | 96     | Q |
| 4       | Akiyo Noguchi       | 9                  | 3          | 6           | 162    | Q |
| 5       | Brooke Raboutou     | 12                 | 2          | 8           | 192    | Q |
| 6       | Jessica Pilz        | 11                 | 9          | 2           | 198    | Q |
| 7       | Aleksandra Mirosław | 1                  | 20         | 19          | 380    | Q |
| 8       | Anouck Jaubert      | 2                  | 13         | 15          | 390    | Q |
| 9       | Wiktorija Mieszkowa | 15                 | 6          | 5           | 450    |   |
| 10      | Shauna Coxsey       | 16                 | 4          | 13          | 832    |   |
| 11      | Kyra Condie         | 7                  | 11         | 11          | 847    |   |
| 12      | Song Yiling         | 3                  | 19         | 18          | 1026   |   |
| 13      | Julia Chanourdie    | 8                  | 15         | 9           | 1080   |   |
| 14      | Alannah Yip         | 6                  | 16         | 12          | 1152   |   |
| 15      | Laura Rogora        | 19                 | 7          | 10          | 1330   |   |
| 16      | Petra Klingler      | 10                 | 10         | 14          | 1400   |   |
| 17      | Julija Kaplina      | 5                  | 18         | 17          | 1530   |   |
| 18      | Mia Krampl          | 18                 | 14         | 7           | 1764   |   |
| 19      | Oceana Mackenzie    | 13                 | 12         | 16          | 2496   |   |
| 20      | Erin Sterkenburg    | 20                 | 17         | 20          | 6800   |   |

### Finał
| Pozycja | Zawodniczka         | Wyniki             | Wyniki     | Wyniki      | Punkty |
| Pozycja | Zawodniczka         | Wspinaczka na czas | Bouldering | Prowadzenie | Punkty |
| ------- | ------------------- | ------------------ | ---------- | ----------- | ------ |
| 1       | Janja Garnbret      | 5                  | 1          | 1           | 5      |
| 2       | Miho Nonaka         | 3                  | 3          | 5           | 45     |
| 3       | Akiyo Noguchi       | 4                  | 4          | 4           | 64     |
| 4       | Aleksandra Mirosław | 1                  | 8          | 8           | 64     |
| 5       | Brooke Raboutou     | 7                  | 2          | 6           | 84     |
| 6       | Anouck Jaubert      | 2                  | 6          | 7           | 84     |
| 7       | Jessica Pilz        | 6                  | 5          | 3           | 90     |
| 8       | Seo Chae-hyun       | 8                  | 7          | 2           | 112    |